# ウェストパームビーチ駅
ウェストパームビーチ駅（英語：West Palm Beach Station）はフロリダ州ウェストパームビーチ サウス・タマリンド・アヴェニュー209にある駅。全米各地を結ぶ旅客鉄道のアムトラックとマイアミ近郊の通勤輸送を担うトライレールが乗り入れている。昔のシーボード・エア・ライン鉄道の駅である。アメリカ合衆国国家歴史登録財に指定。

## 概要
当駅は、シーボード・エア・ライン鉄道の駅として1925年1月29日に開業した、1973年6月19日アメリカ合衆国国家歴史登録財に指定された。当駅は、都市間旅客と通勤鉄道、路線バス、タクシーのための結節点である。トライレールの乗客はバスやタクシーを使いパームビーチ国際空港へのアクセスする際に当駅を使用する。アムトラックは1971年にウェストパームビーチでの旅客サービスを開始し、トライレールは1989年にウェスト・パーム・ビーチとマイアミ間の旅客サービスを開始した。歴史的な駅舎の装飾用石材、外装石材、ドアや窓と鉄とタイル、電気設備、照明、配管、暖房設備、空調設備、テラコッタ瓦を交換する工事が1991年4月に完成した。2012年夏には、市はより多くの訪問者を迎えるための改良プロジェクトを終えた。貝殻紋様仕上げの新しい歩道の設置や、パルメットヤシ、樫、マレーヤシが駅舎の周りに60本以上植栽され、ベンチも増設された。当該プロジェクトは、連邦道路管理局の交通強化助成金の75万ドル等により賄われた。

## 利用可能な鉄道路線／列車
アムトラックのウェストパームビーチ駅に発着する列車は下記の通り。
ニューヨークとマイアミ間の夜行長距離列車シルバー・メティオ号…1日1往復停車
ニューヨークとマイアミ間の夜行長距離列車シルバー・スター号…1日1往復停車
マンゴーニア・パーク駅とマイアミ空港駅を結ぶトライレール

## バス
当駅では下記のバスに連絡している。
中長距離バス… グレイハウンド (Greyhound)
路線バス… パーム交通 (Broward Palm Tran) 〔下表参照〕
| 系統 番号 | 路線名 | 時刻表 & 地図 | 備考                                         |
| --------- | --- | ------------- | -------------------------------------------- |
| 1         | パーム・ビーチ・ガーデンズ ↔ ボカ・ラトン (ディキシー・ハイウェイ(US 1) 経由)                                                                          | #1            |                                              |
| 2         | パーム・ビーチ・ガーデンズ ↔ ボカ・ラトン (コングレス・アヴェニュー(SR 807) 経由)                                                                      | #2            |                                              |
| 31        | ウェスト・パーム・ビーチ・クロスタウン (45thストリート 経由)                                                                                           | #31           |                                              |
| 40        | ウェスト・パーム・ビーチ・ダウンタウン ↔ ウェリントン／ベル・グレイド (サザン・ブールバード (SR 807) 経由)とサザン・コングレス・アヴェニュー (SR 807)) | #40           | ベル・グレイド行きはラッシュ時に急行運転あり |
| 41        | ウェスト・パーム・ビーチ・ダウンタウン ↔ パーム・ビーチ・インレット                                                                                    | #41           |                                              |
| 43        | ウェスト・パーム・ビーチ・ダウンタウン ↔ ウェリントン・グリーンのモール (オキーチョビー・ブールバード (US 27) 経由)                                    | #43           |                                              |
| 44        | ウェスト・パーム・ビーチ・クロスタウン ↔ レーク・ポイント・センター (ベルベデーア・ロード 経由)                                                        | #44           |                                              |
| 45        | ウェスト・パーム・ビーチ・ダウンタウン ↔ レーク・クラーク・ショアーズ (パーカー, レーク, フロリダ・マンゴー 経由)                                      | #45           | 日曜日運休                                   |
| 49        | ウェスト・パーム・ビーチ・ダウンタウン ↔ エグゼクティブ・センター                                                                                      | #49           |                                              |

## ギャラリー

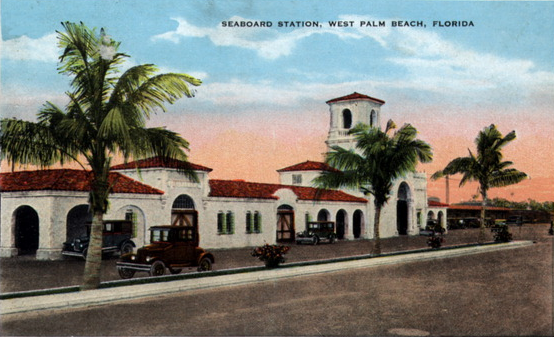
1920年代のファサード
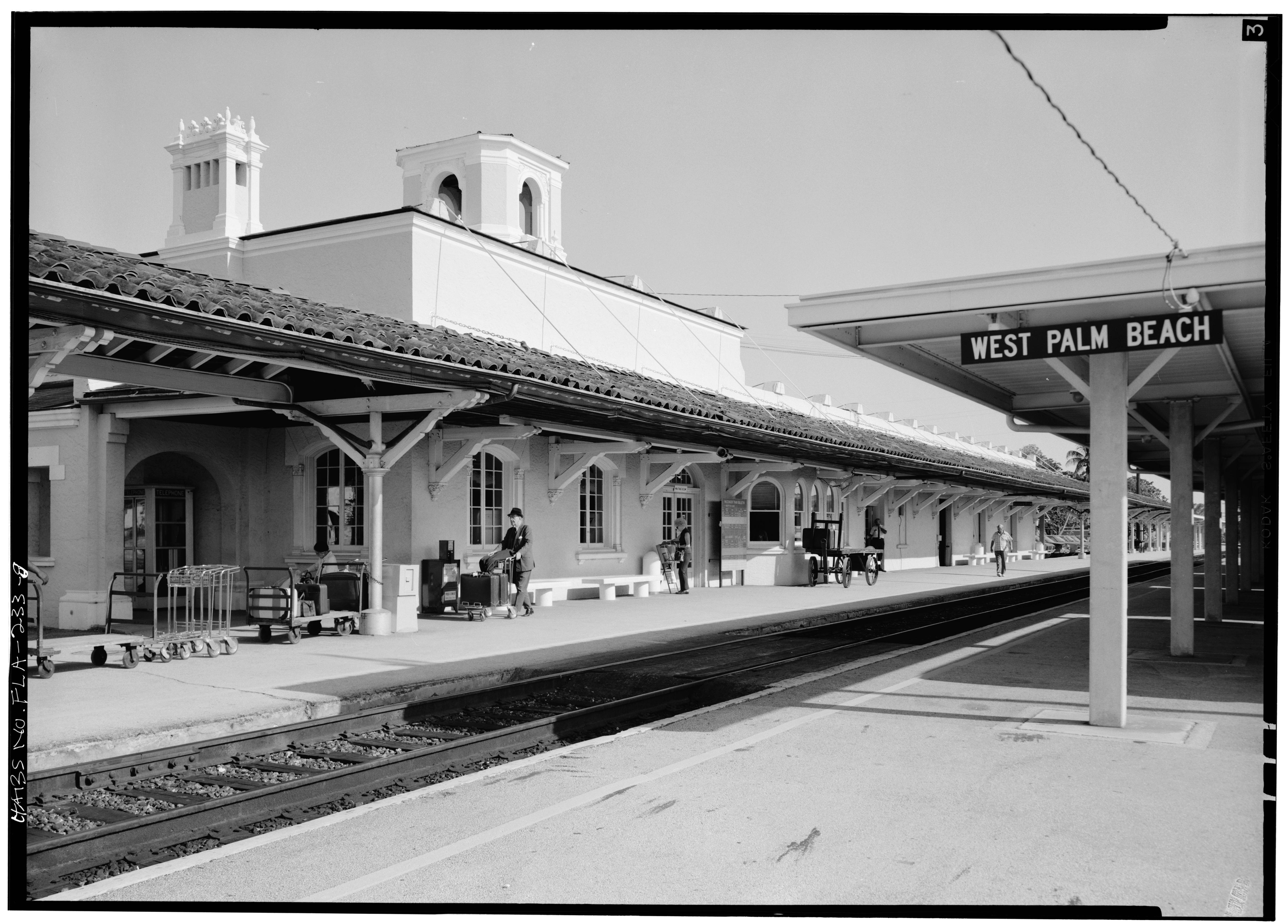
ホームから駅舎を望む
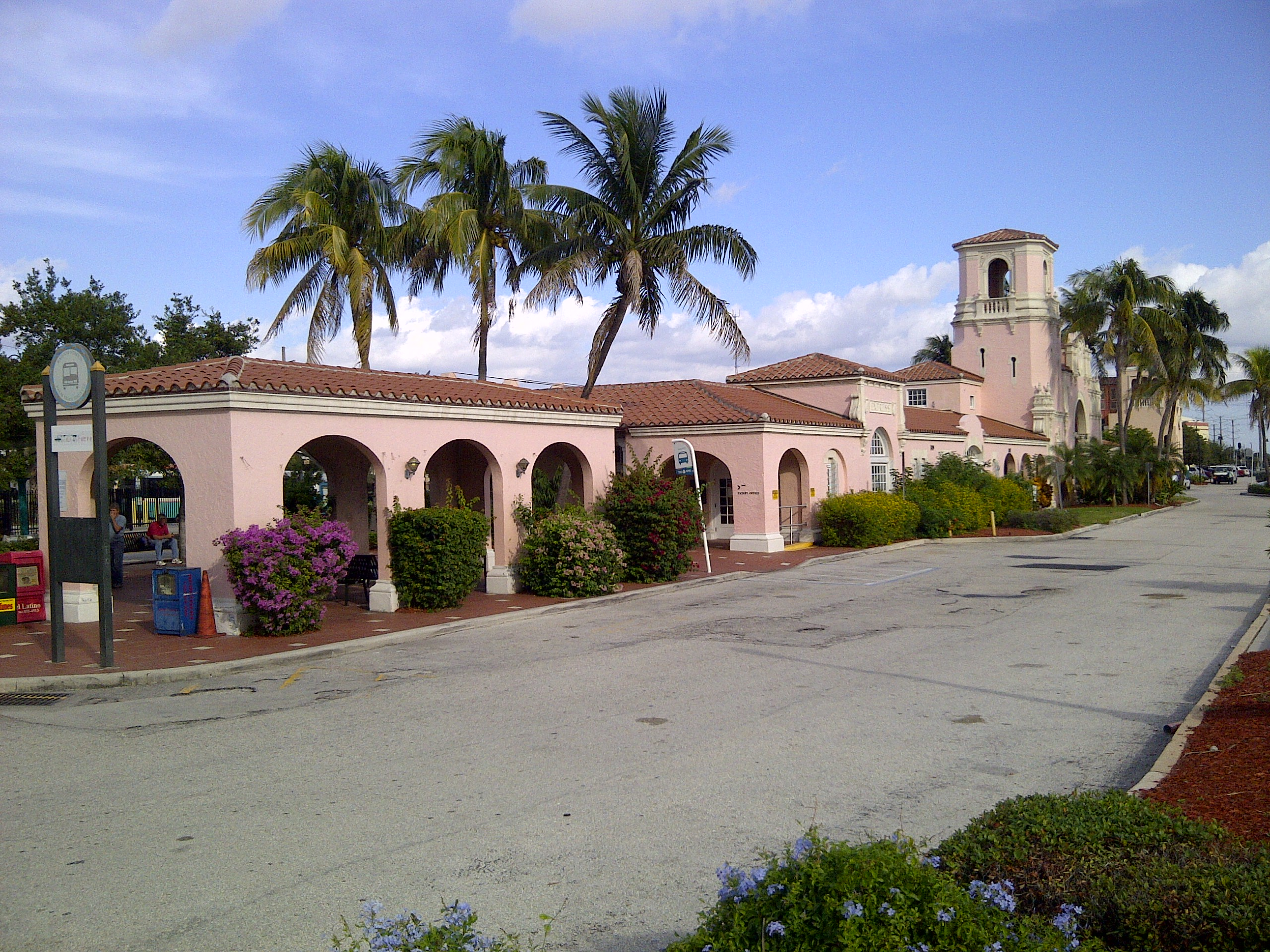
2011年のファサード
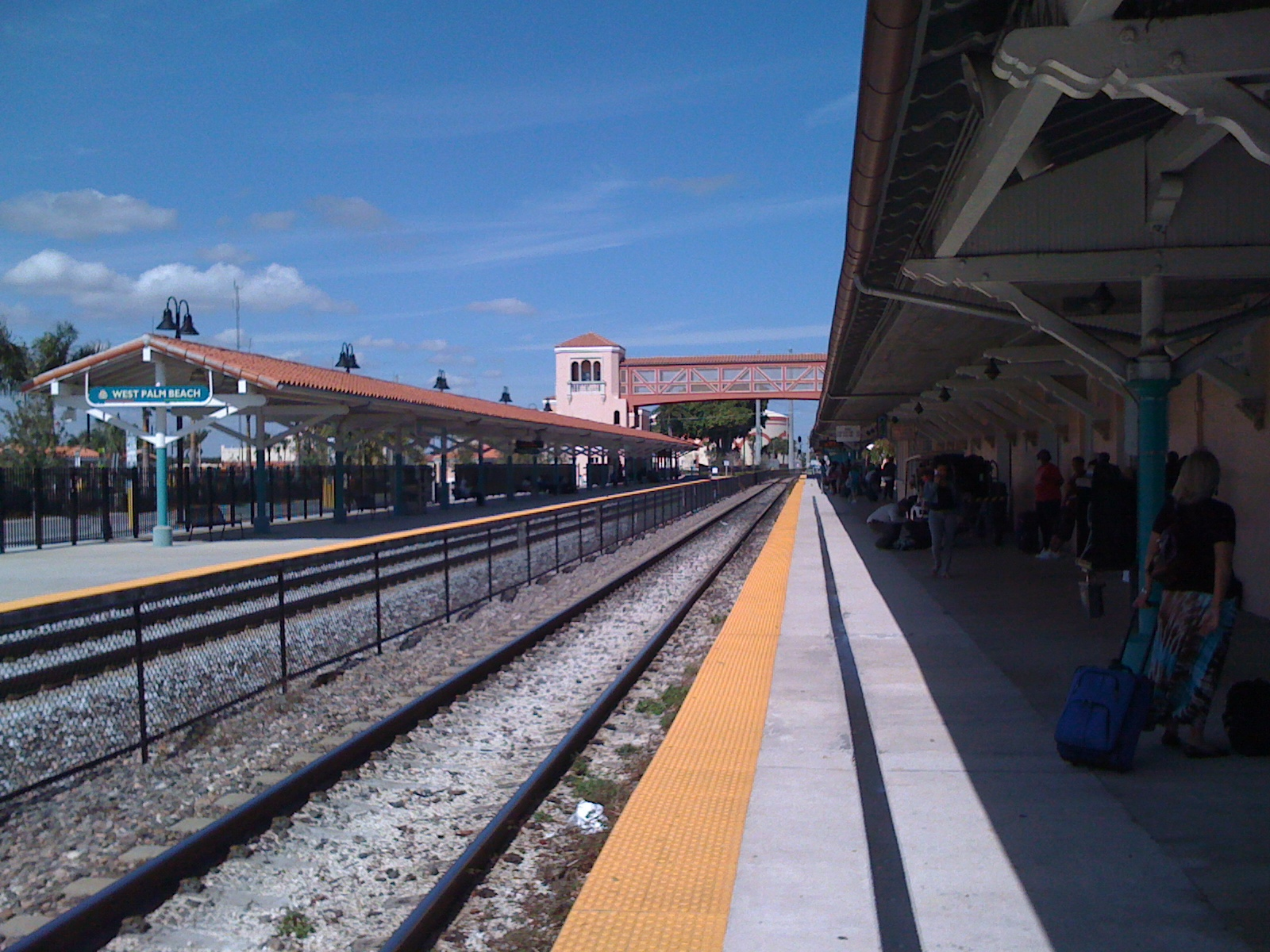
ホームと線路
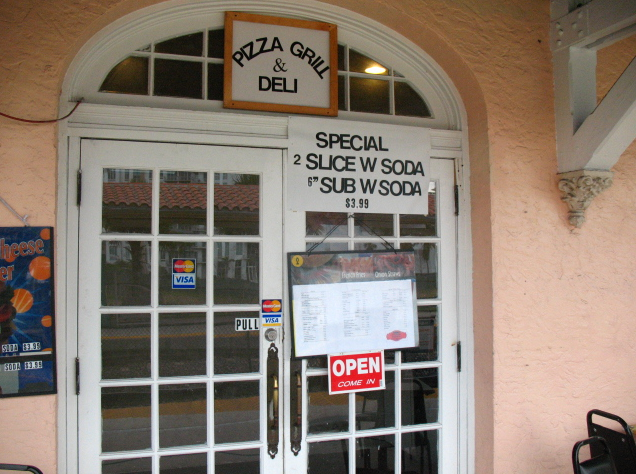
ザ・ピザ・グリル
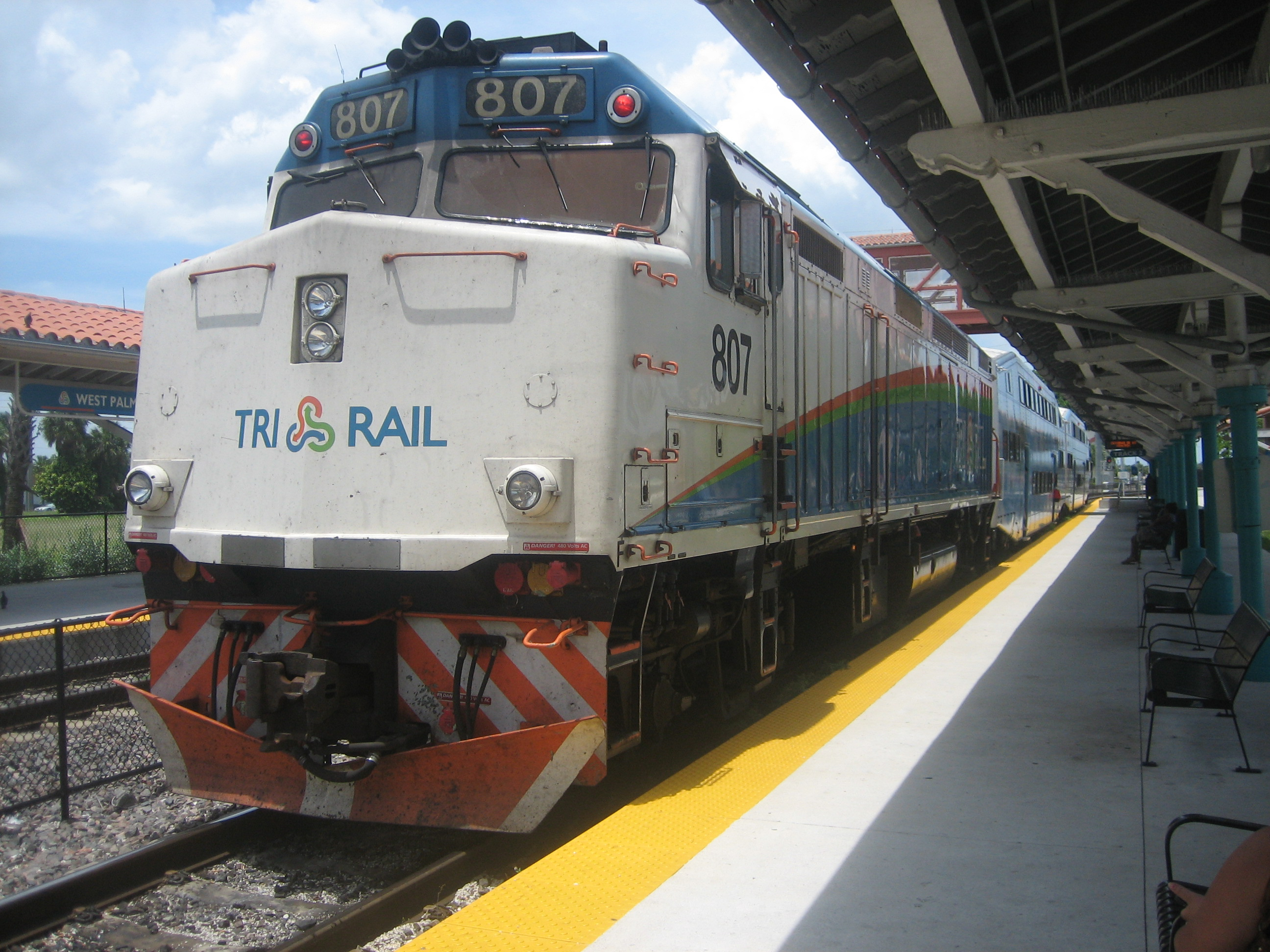
北行きのトライ・レールの出発
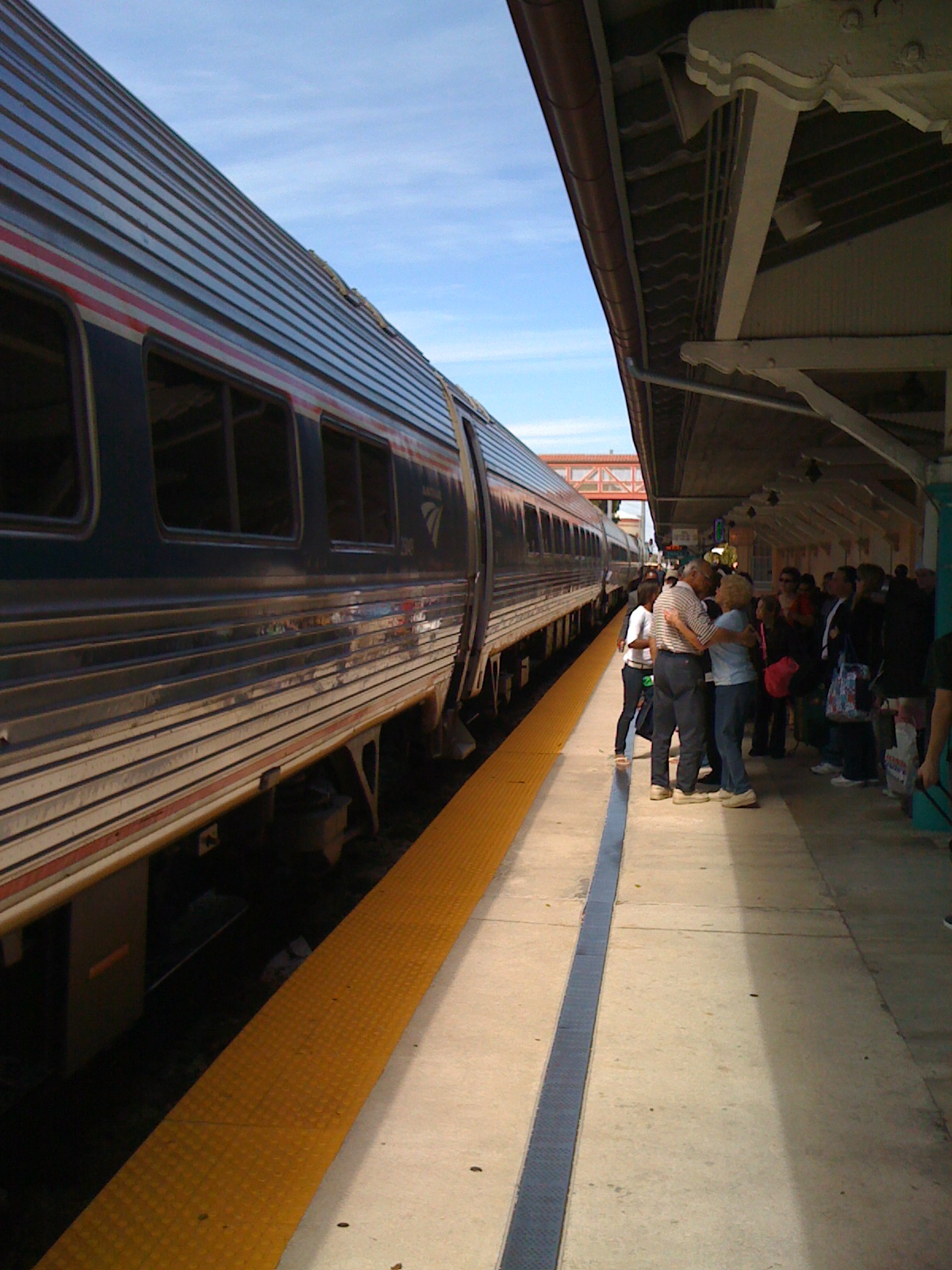
乗降中のアムトラックの列車
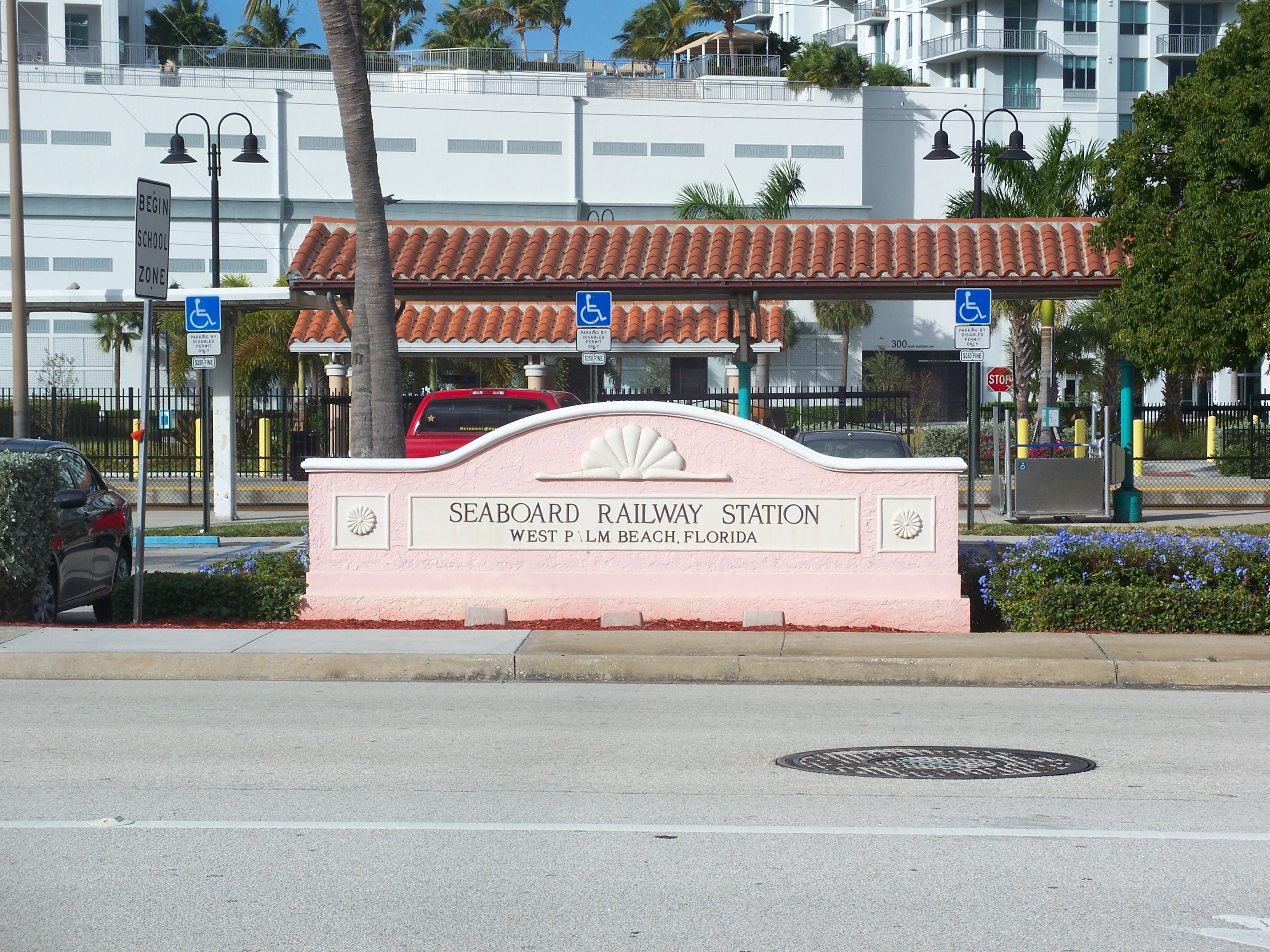
古い看板
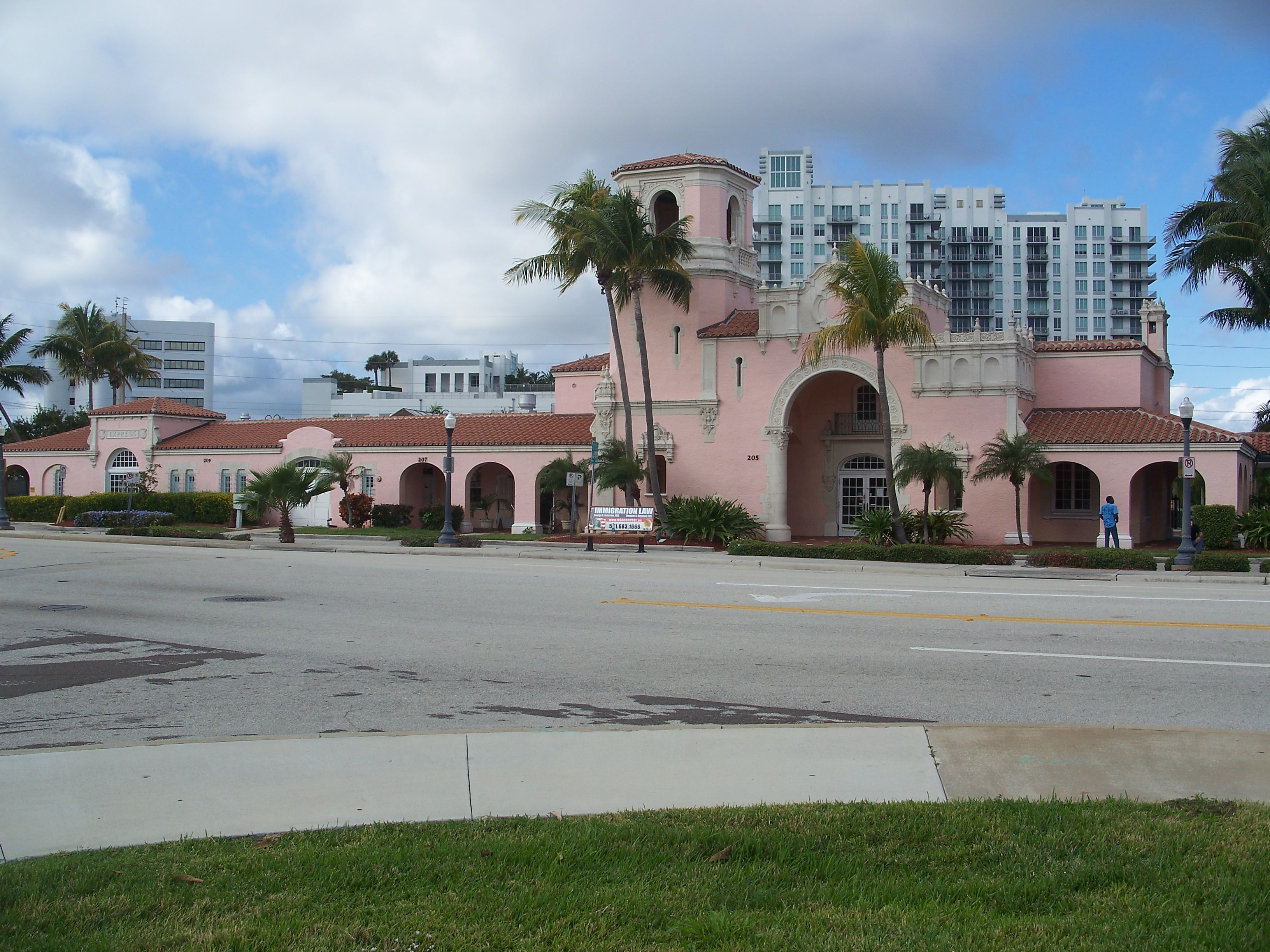
駅舎を望む
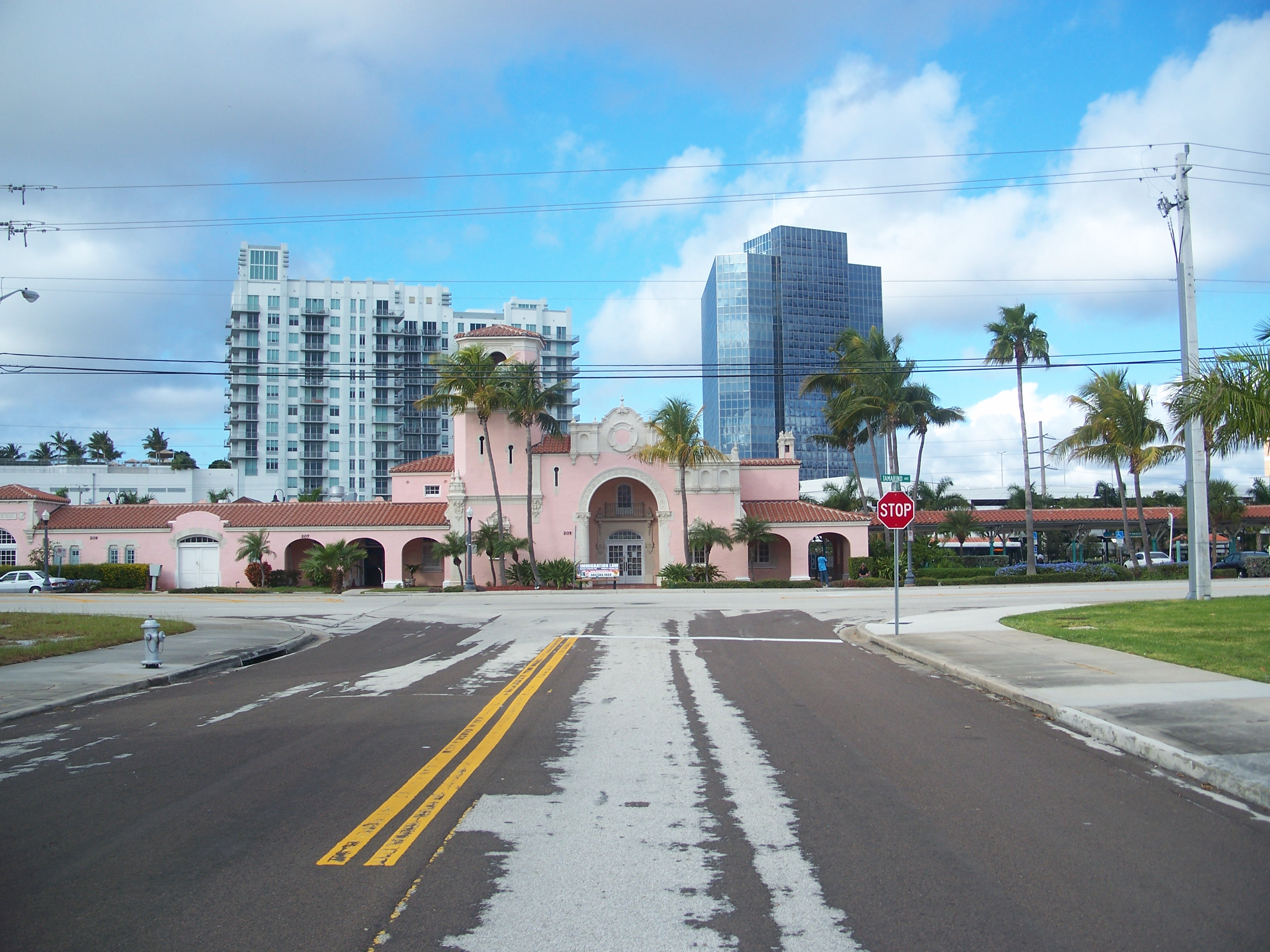
駅舎を望む
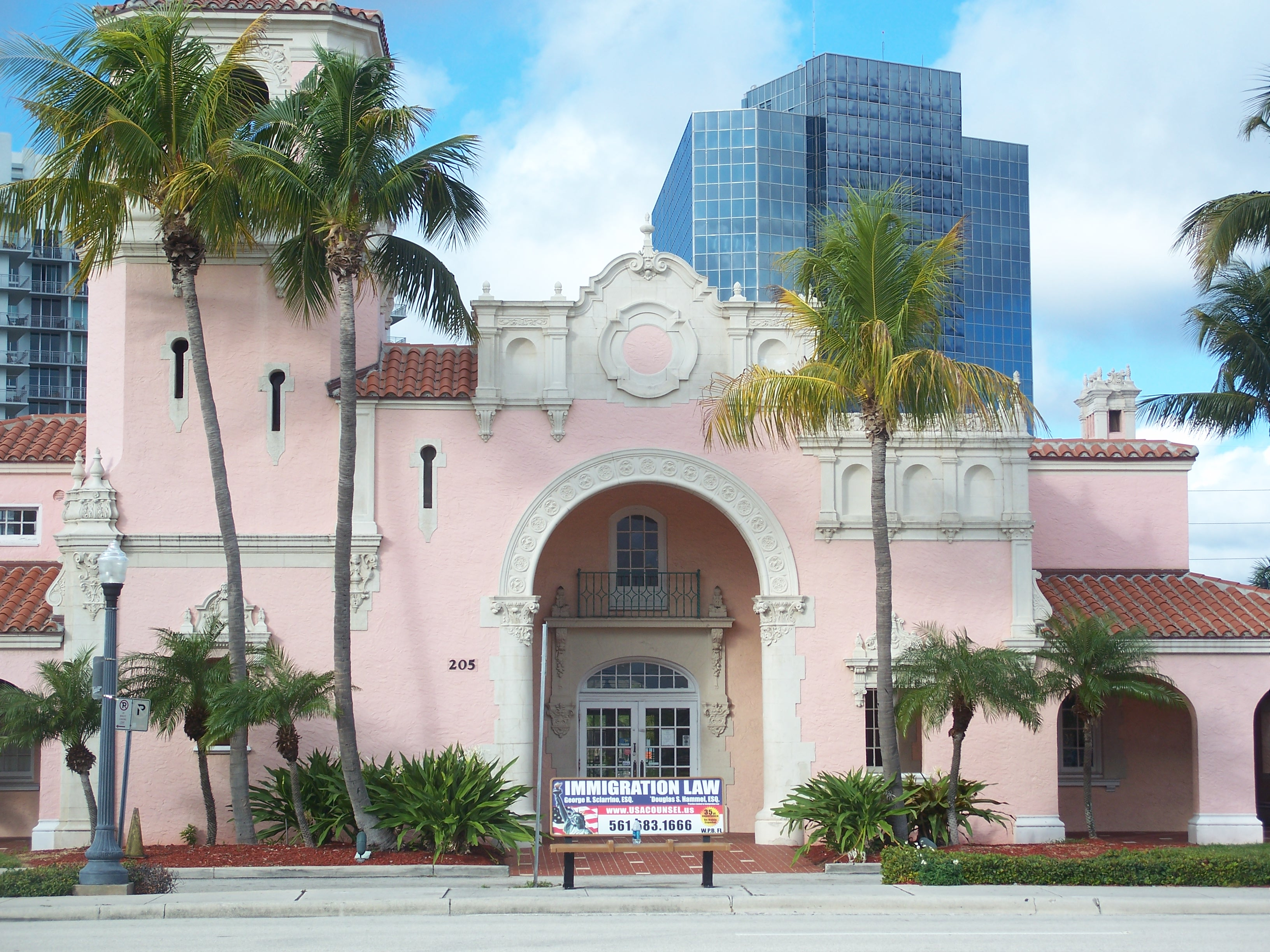
駅舎を望む